# Elbasan község
Elbasan község (albán Bashkia e Elbasanit), 2000 előtt Elbasan kerület (Rrethi i Elbasanit) 2015 óta Albánia hatvanegy, Elbasan megye hét községének egyike a megye északi részén, amelyet nyugaton Peqin, délnyugaton Cërrik, délen Gramsh, keleten Prrenjas és Librazhd községek határolnak (valamennyi Elbasan megye része), északon pedig a Tirana megyéhez tartozó Tirana községgel szomszédos. Földrajzi szempontból a Shkumbin kelet–nyugati irányú völgye és völgymedencéje, az Elbasani-sík határozza meg a tájat, amelytől délre a Shpat-hegység nyugati láncai, északra pedig a Pezai-dombvidék és a Krrabai-hegység vonulatai húzódnak. Elbasan község területe 872 km², lakossága 141 714 fő (2011), székhelye és egyetlen városa Elbasan (78 703 fő, 2011). A 2015-ben hatályba lépett közigazgatási reform óta tizenhárom alközségre oszlik, ezek: Bradashesh, Elbasan, Funar, Gjergjan, Gjinar, Gracen, Labinot-Fusha, Labinot-Mal, Papër, Shirgjan, Shushica, Tregan és Zavalina.
A bronzkorban benépesült terület az ókorban az illírek közé tartozó dasszaréták és parthinok szállásterületéhez tartozott. Az i. e. 2. század második felében a Genusus (ma Shkumbin) völgyében a hódító rómaiak által felépített út, a Via Egnatia egyik fontos állomáshelye, Scampis épült fel a mai Elbasan helyén. A 4. században castrum épült itt, az 5. században pedig püspöki székhely lett. Bár a 9. századra a település elnéptelenedett, 1466-ban az ókori várat az Oszmán Birodalom újraépíttette, ezzel megszületett a mai Elbasan elődje, Ilbaszan, amely évszázadokra az albán lakta területek egyik legfontosabb városa, erőteljes oszmán kultúrájú piacváros lett. A 20. században megindult a régió modernizálása, a század második felében pedig nagyipari fejlesztése. Napjainkban Elbasan az ország negyedik legnépesebb városa, adminisztratív, gazdasági, kulturális központ és egyetemváros számottevő ókori és oszmán kori látnivalókkal. A környék településein több ókori eredetű várrom, bizánci stílusú keresztény templom látható, de a hegyvidék természeti szépségei is sok látogatót vonzanak. Legjelentősebb üdülőterületei Llixhat e Elbasanit gyógyfürdője, illetve Gjinar hegyi üdülőfaluja.

## Fekvése

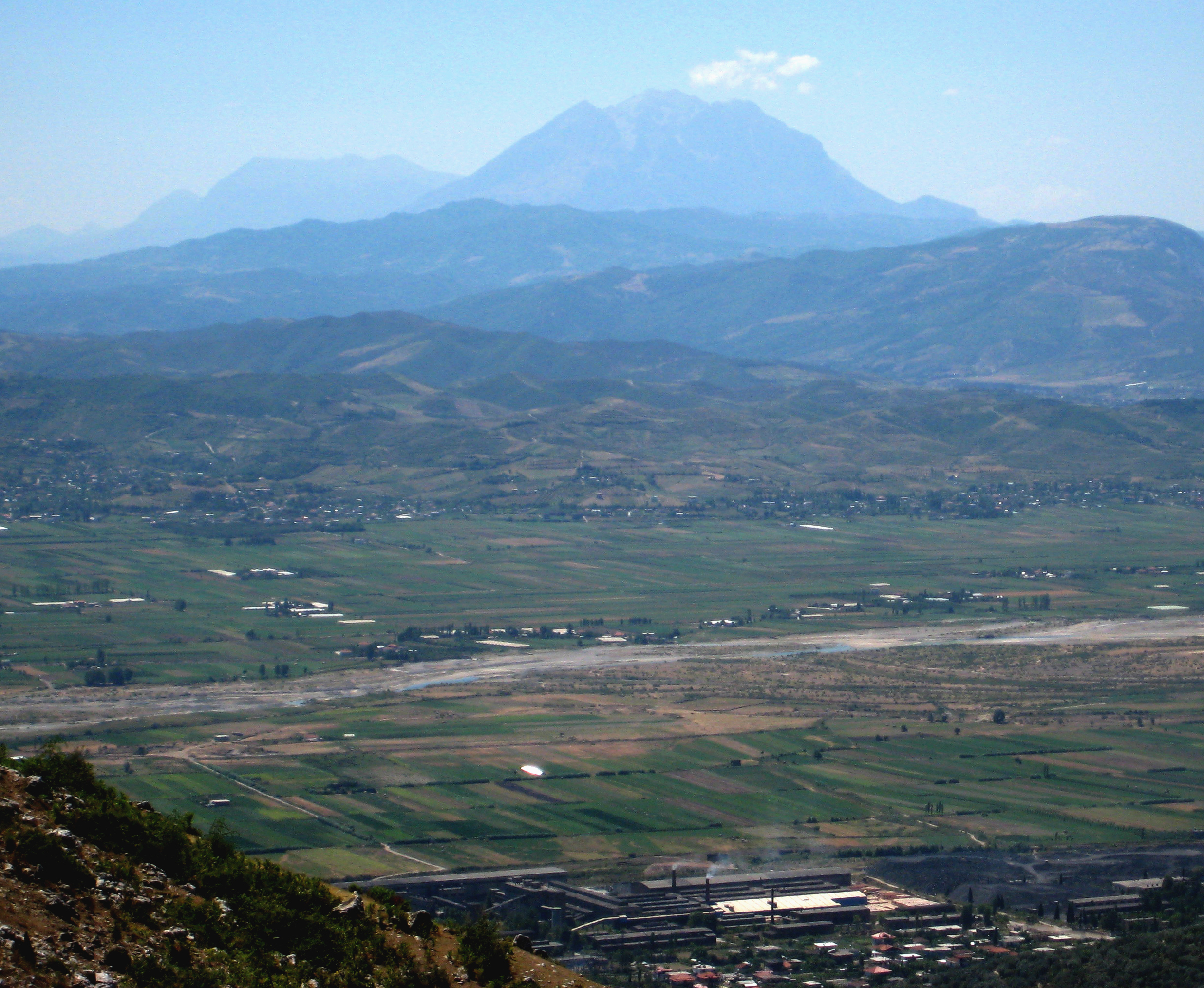
Az Elbasani-sík szántóföldjei, az előtérben A Párt Acélja Kohászati Kombináttal

Elbasan község Albánia földrajzi középpontjában helyezkedik el, a Közép-albániai-hegyvidéket kelet–nyugati irányban átszelő Shkumbin folyó völgyének középső szakaszán. Északnyugaton a Pezai-dombvidék, északon és északkeleten a Krrabai-hegység, délkeleten a Polisi- és a Shpat-hegység dombsági és középhegységi vonulatai határozzák meg a község domborzatát. A község legmagasabb pontjai a Shpat-hegységhez tartozó Bukanik- (1830 m), Zavalinai- (1484 m) és Korrai-hegy (1417 m). A dombok és hegyek által közrezárt Shkumbin-völgy szélesen elterülő medencéje az Elbasani-sík, amely tulajdonképpen egy negyedidőszaki, agyagos-iszapköves folyóterasz, átlagosan 120 méteres tengerszint feletti magasságban. Ettől nyugatra Papërnál, illetve keletre a Sinan-hegynél (Mal i Sinanit, 809 m) a Shkumbin völgye összeszűkül. A Shkumbin mellett a község további fontos vízfolyásai a Shkumbin jobb partján a Xibraka-patak, a Zaranika-patak, a Kusha, a Papër-patak és a Zall i Ranzës, bal partján a Zall i Shushicës és a Gostima-patak, délen pedig a Devoll mellékvizei, a Zall i Gostimës és a Mulen.
A Kusha-völgyben 2011-ben vette kezdetét a Tiranát Elbasannal összekötő A3-as autópálya építése, északnyugati irányból pedig az SH3-as tirana–korçai főút érkezik a vidékre és Bradasheshnél fordul keleti irányba, a Shkumbin völgyébe. Az SH3-asba ugyanitt, Bradasheshnél csatlakozik be az SH7-es főút, amely Peqinen keresztül az Adria-parti úttal biztosítja Elbasan összeköttetését. Több másodrendű főút szeli át a község területét: Elbasant és Cërriket köti össze az SH70-es út; a Papërnál az SH7-esről ágazik le és Gramsh irányába tart az SH59-es főút; az SH71-es Shirgjanból kiindulva Gramshon keresztül Maliqtyal biztosít összeköttetést; az SH88-as Elbasan térségéből Gjinar hegyi üdülőterületéig vezet. A község egyes periferiális részei (Funar, Labinot-Mal, Zavalina) fejletlen úthálózattal rendelkeznek. A község területét kelet–nyugati irányban átszeli a Shkumbin völgyében haladó durrës–elbasan–pogradeci vasútvonal.

## Történelme

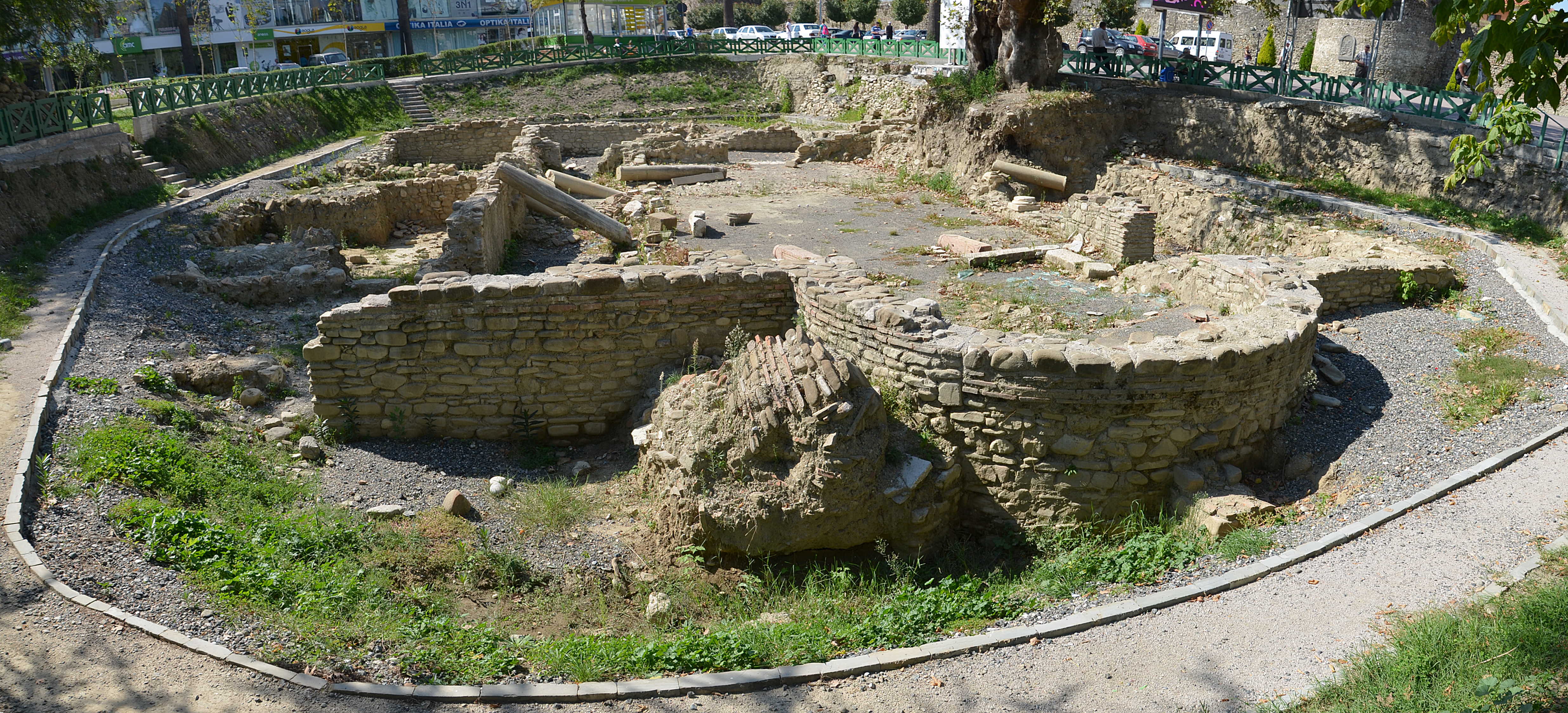
Az ókeresztény bezistani bazilika romjai Elbasanban

A község területén található Shelcan már a bronzkortól lakott volt, Lleshanban pedig már a bronzkor végén erődített település állt. Az ókor időszámítás előtti évszázadaiban a vidék, a Genuszosz (ma Shkumbin) völgye az illírek közé tartozó dasszaréták és az északabbra élő parthinok közötti határt jelölte ki. Az i. e. 168. évi harmadik római–illír háborúval, Illíria római leigázásával az i. e. 2. század második felében a folyóvölgyben megindult a Via Egnatia építése, amelyen a mai Elbasan helyén egy mansio épült Scampis vagy Scampa néven. A település az i. sz. 1. században már Dyrrhachium vicusa volt, nyugati szomszédságában pedig egy másik település, Ad Quintum (ma Bradashesh) alakult ki. A 4. században a rómaiak katonai céllal castrumot építettek – Tregan mellett – Scampisban, amely az 5. században püspöki székhely lett. Ebben az időszakban épült fel két, máig fennmaradt ókeresztény temploma, a tepei és a bezistani bazilika. A 6. században, immár bizánci uralom alatt, I. Iusztinianosz bizánci császár idejében (ur. 527–565) castrumát megerősítették. A fokozatos betörések és hódítások következtében azonban Scampis legkésőbb a 9. századra fokozatosan elnéptelenedett, regionális szerepkörét a közeli Shijon vette át. A nagy hatalmú közép-albániai Topia család feje, Karl Topia 1380–1381 körül itt, Shijonban építette újjá a Szent János Vladimír-kolostort, majd 1388-ban ide is temették a fejedelmet.

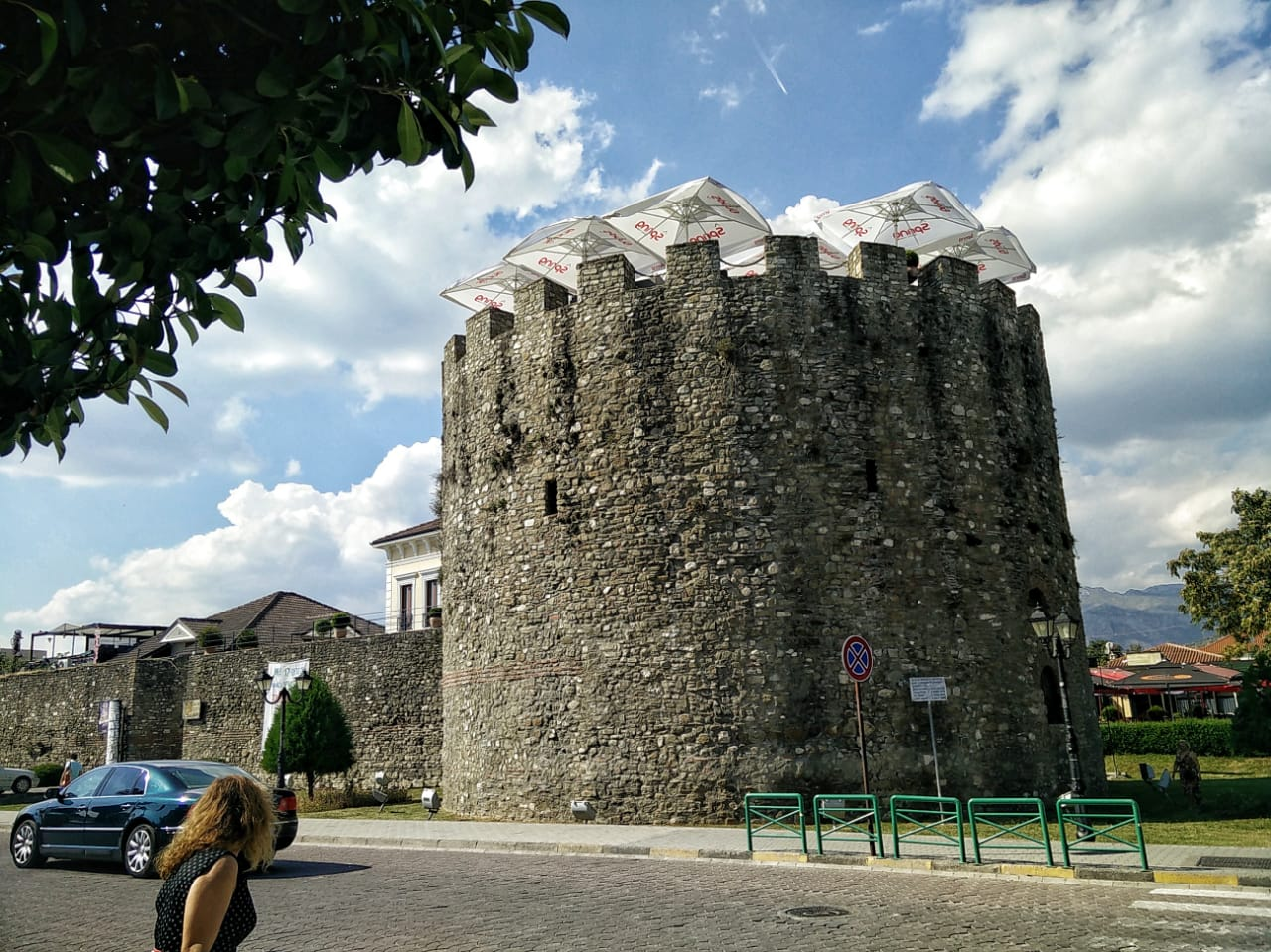
Az oszmán kori elbasani vár délkeleti bástyája

A Nyugat-Balkánon terjeszkedő Oszmán Birodalom és Kasztrióta György vagy ismertebb nevén Szkander bég küzdelmeinek idején, 1466-ban II. Mehmed parancsot adott az ókori scampisi romok megerősítésére. A vár és a környékén kialakult település az Ilbaszan (modern török İlbasan) vagy Ilibaszan nevet kapta, amelynek jelentése ’erős v. erődített hely; erődítés’. A Ruméliai ejálet hét szandzsákjának egyike az Ilbaszani szandzsák, annak székhelye Ilbaszan lett. A török hódoltság alatt a város erőteljes iszlám kultúrával rendelkező fontos kereskedelmi és kézműipari központ, az albán területek egyik legjelentősebb települése lett. Az 1670-ben itt járt Evlija Cselebi beszámolója szerint negyvenhat mecset és egy hatalmas halveti tekke (derviskolostor) működött a városban, valamivel később pedig  albán földön itt jelentek meg először a bektásik. Ilbaszan híres nagybazárjában a 17. század végén 900 kézműves és kereskedő kínálta portékáit, különösen nevezetesek voltak az ilbaszani aranyművesek és fegyverkovácsok. Az 1770-es években az iskodrai pasa, Mehmed Bushatlliu vonta fennhatósága alá az Ilbaszani szandzsákot, 1811-től 1822-ig pedig a Portával szembeszegülő Ali Tepeleni pasa uralma alatt állt a vidék. 1832-ben a település várát részben lerombolták, ezzel katonai jelentőségét elveszítette. Dacára annak, hogy Ilbaszan a konzervatív, a Portához hű földesurak fellegvára volt, a 19. század végén kibontakozó albán függetlenségi mozgalomból a környék lakossága is kivette a részét. 1909 szeptemberében itt rendezték meg azt a közművelődési kongresszust, amelynek eredményeként még az év decemberében Elbasanban megnyílt az első albán tanítóképző intézet, a Shkolla Normale.

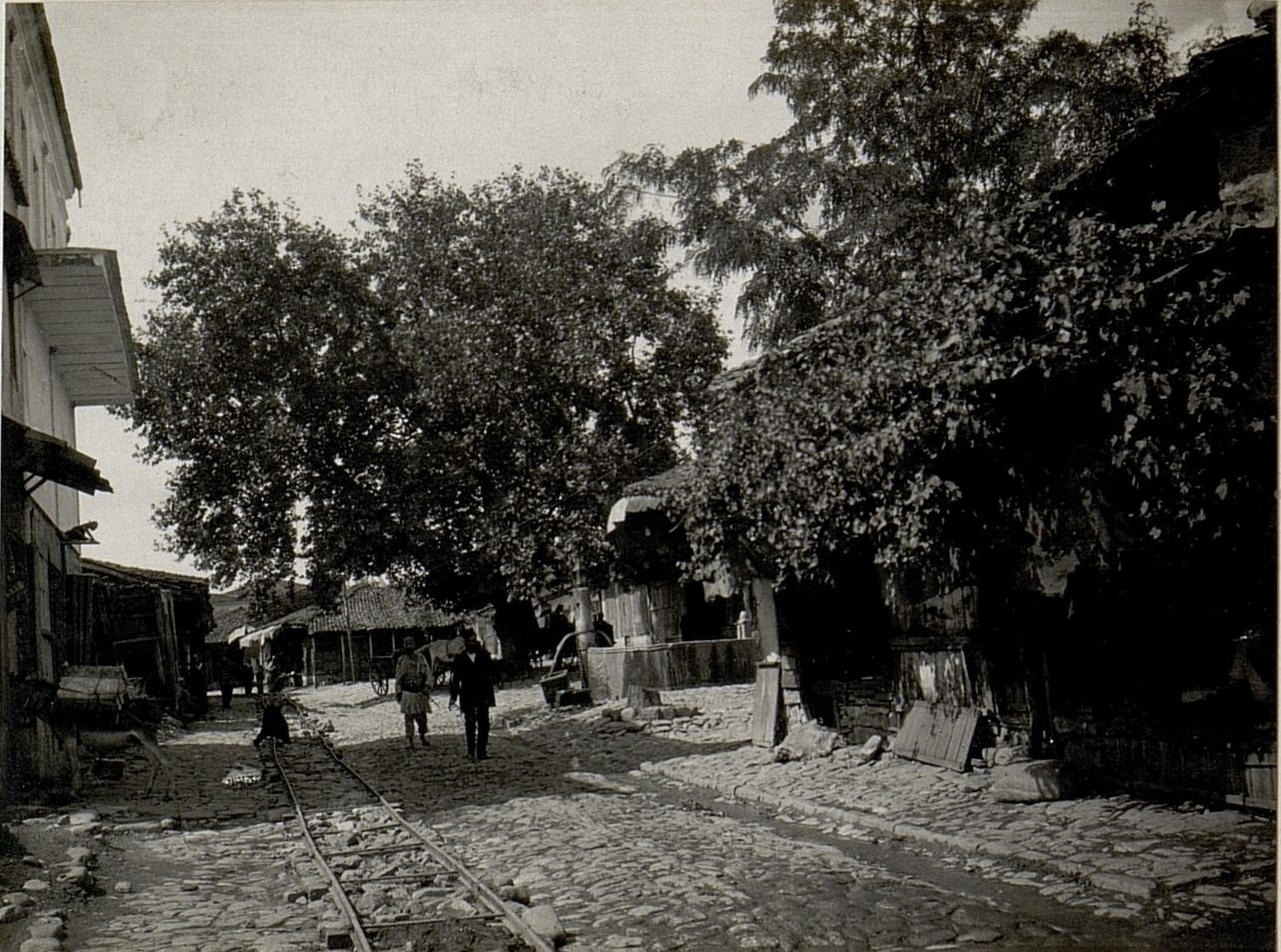
Elbasani utcarészlet az első világháború éveiben

Elbasan vezetői már az Albánia függetlenségét kikiáltó vlorai nemzetgyűlés előtt három nappal, 1912. november 25-én kikiáltották Albánia önállóságát. Ekkor azonban már javában zajlott az első Balkán-háború, és november 28-án a szerb hadsereg vonult be a területre, akik csak 1913 áprilisában vonultak ki Elbasan vidékéről. 1913–1914 fordulóján Godolesh a Qemali-kormány és a Toptani-ellenkormány fegyveres összetűzéseinek helyszíne, Elbasan pedig 1914 júniusától a Vilmos fejedelem ellen kitört közép-albániai felkelés egyik bázisa volt. Az első világháborúban 1915 júniusától szerb, 1916 januárjától bolgár, majd márciustól osztrák–magyar megszállás alatt állt a terület. Időközben Aqif Elbasani vezetésével 1914 februárja és áprilisa között ideiglenes kormány működött Elbasanban. A második világháború során az országot megszállt olaszok elleni küzdelem egyik centruma volt Elbasan vidéke: a Pezai-dombvidéken tevékenykedő Myslim Peza gerillái mellett 1942-től a labinoti hegyvidéken volt az Albán Kommunista Párt vezetőinek főhadiszállása, itt került sor az ország jövőjét meghatározó labinoti konferenciákra. A kommunista partizánok 1944. november 11-én foglalták el Elbasant.  Ezt követően, a pártállami korszakban indult be Elbasan nagy léptékű iparosítása. Könnyűipari üzemek mellett Bradashesh határában 1978-ban kezdte meg a termelést A Párt Acélja Kohászati Kombinát, az ország leggigantikusabb nehézipari fejlesztése, amely 10-12 ezer embernek adott munkát, emellett az 1980-as évekig teljes hosszában felépült a Durrës–)Peqin–Elbasan–Pogradec-vasútvonal. Az 1991-es rendszerváltást követően a termelőüzemek nagy része bezárt, a magas munkanélküliség és az elvándorlás mellett a községnek a kommunista nagyipar után maradt elszennyezett környezettel is meg kellett küzdenie.

## Közigazgatása
Az albán függetlenség elnyerése után, az Albán Fejedelemség 1914-es alkotmánya hét prefektúrára osztotta az ország területét, ezek egyike az Elbasani prefektúra lett. A második világháború után a prefektúrákat megyékké (qark) alakították át, a korábbi negyven alprefektúrát pedig fokozatosan huszonhat kerületbe (rreth) vonták össze. Az így létrehozott Elbasan kerület helyét a 2015 júniusában érvénybe lépett 115/2014. számú közigazgatási törvény alapján három községre (bashki/bashkia) – Elbasan, Belsh és Cërrik –, azokat pedig alközségekre (njës/njësi bashkiak) osztották. 2015 óta Elbasan megyeszékhelyi rangja mellett Elbasan község központja is, amely tizenhárom további alközségre oszlik, ezek voltaképpen Elbasan agglomerációját alkotják. A községi önkormányzat vezetője a polgármester (kryetar), a beosztott alközségek élén egy-egy beosztott főhivatalnok (administrator) áll. A községi önkormányzat munkáját segíti és ellenőrzi a közvetlenül választott ötvenegy tagból álló községi tanács (Këshilli Bashkiak).
| Elbasan község alközségei és települései Községszékhely: Elbasan | Elbasan község alközségei és települései Községszékhely: Elbasan | Elbasan község alközségei és települései Községszékhely: Elbasan | Elbasan község alközségei és települései Községszékhely: Elbasan | Elbasan község alközségei és települései Községszékhely: Elbasan | Elbasan község alközségei és települései Községszékhely: Elbasan                                                                                   |
| Alközség                                                         | Terület                                                          | Népesség (2011)                                                  | Népsűrűség                                                       | Alközségi központ                                                | További települések |
| ---------------------------------------------------------------- | ---------------------------------------------------------------- | ---------------------------------------------------------------- | ---------------------------------------------------------------- | ---------------------------------------------------------------- | --- |
| Bradashesh                                                       | 056,0 km²                                                        | 10 700 fő                                                        | 191 fő/km²                                                       | Bradashesh                                                       | Balëz-Lart, Balëz-Poshta, Fikas, Gurabardh, Karakullak, Katund i Ri, Kozan, Kusarth, Letan, Petresh, Reçan, Rrila, Shëmhill, Shijon, Shtëmaj, Ulën |
| Elbasan                                                          | 022,2 km²                                                        | 78 703 fő                                                        | 3545 fő/km²                                                      | Elbasan                                                          | |
| Funar                                                            | 076,6 km²                                                        | 2122 fő                                                          | 28 fő/km²                                                        | Branesh                                                          | Bicella, Ceruja, Korra, Krraba e Vogël, Mollagjesh, Preça e Poshtme, Preça e Sipërme, Stafaj                                                       |
| Gjergjan                                                         | 027,9 km²                                                        | 5126 fő                                                          | 184 fő/km²                                                       | Gjergjan                                                         | Bujaras, Gjonme, Kështjella, Kodër Bujaras, Muriqan, Thana                                                                                         |
| Gjinar                                                           | 089,1 km²                                                        | 3478 fő                                                          | 39 fő/km²                                                        | Gjinar                                                           | Derstila, Kaferr, Lleshan, Lukan, Maskarth, Pashtresh, Pobrat, Sterstan, Valesh, Xibresh                                                           |
| Gracen                                                           | 056,8 km²                                                        | 2192 fő                                                          | 39 fő/km²                                                        | Gracen                                                           | Bodina, Dopaj, Gjorma, Mamël, Pajenga, Plangarica, Shëngjin, Tërbaç                                                                                |
| Labinot-Fusha                                                    | 049,0 km²                                                        | 7058 fő                                                          | 144 fő/km²                                                       | Labinot-Fusha                                                    | Godolesh, Griqan i Poshtëm, Griqan i Sipërm, Mengël, Xibraka                                                                                       |
| Labinot-Mal                                                      | 0105,7 km²                                                       | 5291 fő                                                          | 50 fő/km²                                                        | Labinot-Mal                                                      | Bena, Dritas, Gur i Zi, Lamolla, Lugaxhia, Qafa, Qerret, Serica, Shmil                                                                             |
| Papër                                                            | 0102,0 km²                                                       | 6348 fő                                                          | 62 fő/km²                                                        | Papër                                                            | Balldren, Bizhuta, Broshka, Jalesh, Lugaj, Murras, Pajun, Papër-Sallak, Ullishtas, Valas, Vidhas, Vidhas-Hasgjel                                   |
| Shirgjan                                                         | 021,6 km²                                                        | 7307 fő                                                          | 338 fő/km²                                                       | Shirgjan                                                         | Bathës, Bujqës, Jagodina, Kryezjarr, Kuqan, Mjekës                                                                                                 |
| Shushica                                                         | 0106,6 km²                                                       | 8731 fő                                                          | 82 fő/km²                                                        | Shushica                                                         | Fushë-Buall, Hajdaran, Mliza, Polis i Vogël, Polis Vale, Shelcan, Vasjan, Vreshtaj                                                                 |
| Tregan                                                           | 057,4 km²                                                        | 3036 fő                                                          | 53 fő/km²                                                        | Tregan                                                           | Bizhdan, Blerimas, Çikallesh, Gurisht, Kaçivel, Kyçyk, Muçan, Shilbatra, Shinavlash, Trepsenisht, Tudan                                            |
| Zavalina                                                         | 0101,1 km²                                                       | 1622 fő                                                          | 16 fő/km²                                                        | Zavalina                                                         | Burrishta, Jeronisht, Kamiçan, Nezhan, Selta |

## Nevezetességei

### Ókori emlékek
A község egyik legnevezetesebb, i. sz. 2–4. századi ókori építészeti emléke, egyúttal Albánia területén a legépebben megőrződött római terma az egykori Ad Quintum (ma Bradashesh) területén található. Elbasanban két ókeresztény bazilika maradványait is feltárták a régészek. A nyugati külvárosban, a Tepe-dombon áll a 4. század végén épült tepei bazilika romja, amely szép mozaikpadlójáról nevezetes. Az 5. században épült bezistani bazilika területén szintén míves kőfaragványokat és egy paradicsomi jelenetet ábrázoló mozaikpadlót tártak fel. Az egykori scampisi castrum, a mai elbasani vár délnyugati sarkában emellett egy 4–5. századi ókeresztény templom alapjait tárták fel. Több ókori eredetű, de a középkorban is használt vár romja található Elbasan község területén Gracenban, Bodinában, Petreshben, Mengëlnél, Valeshban és Treganban.

### Oszmán kori emlékek
A legnevezetesebb középkori építészeti emlék az 1466-ban épült elbasani vár, az Albánia-szerte ritka síksági erődök egyike. Napjainkra csupán a déli várfal maradt fenn teljes egészében – nyolc bástyával és a déli városkapuval (Bazárkapu) –, valamint a délkeleti és nyugati falszakaszok láthatóak részlegesen. A várnegyed legnevezetesebb kulturális emléke a Király-mecset, Elbasan legrégebbi fennmaradt, az 1967-es ateista kampányt is túlélt muszlim imaháza. A város másik több évszázados emléke az SH3-as főút mellett álló 16. századi Naziresha-mecset, valamint két 17. századi törökfürdő, a várnegyedi Szinan pasa fürdő és a Bazárfürdő.
Több hagyományos lakóépület fennmaradt Elbasanban (Elbasan hagyományos építészete), egy 18. századi házban rendezték be a város Néprajzi Múzeumát. Emellett műemlékvédelem alatt áll több hagyományos lakóház szerte a község településein.

### Keresztény templomok
A község legrégibb keresztény építészeti emléke a shijoni az 1380 körül épült Szent János Vladimír-templom, amely eredetileg feltehetően a bencésekhez kötődött, később görögkeleti szerzetesek kolostortemploma lett. A 18. század közepén kialakított diracsi (durrësi) ortodox érsekség monasztikus központja volt, ahol ugyanebben az időszakban dolgozták ki az elbasani ábécét, amelyet az Elbasani evangéliumhoz (Ungjilli i Elbasanit), az egyik legkorábbi albán evangéliumfordításhoz használtak fel. Elbasan két történelmi keresztény templomának egyike, a várnegyed ortodox Szűz Mária-temploma 1868-ban épült fel bizánci stílusban. A környező vidéken kiemelkedő építészet- és művelődéstörténeti értéket képviselnek a shelcani Szent Miklós- és a valeshi Szent Péntek-templom (mindkettő 16 századi, Onufri eredeti freskóival).

### Üdülőterületek
A vidék legnépszerűbb, sok látogatót vonzó üdülőterülete a Tregannál fakadó gyógyhatású hévízforrások körül kiépült fürdők, a Llixhat e Elbasanit (’elbasani fürdők’). Napjainkban a község egyik legfőbb vonzereje a tölgy- és fenyőerdőkkel benőtt, 1000 hektáros természetvédelmi terület közepén fekvő Gjinar, melynek egy része hegyi üdülő. A falu központjában kávézók, éttermek és egy kisebb hotel várja a természet szerelmeseit.